# 祖伊
祖伊（?—?），商朝大臣，传为武丁的五世孙，是祖己的后裔。帝辛（纣王）时代人物。
商末帝纣无道，诸侯多叛纣归周，西伯昌行使牧伯之职，攻灭了商朝的属国饥国、黎国（今山西长治西南），祖伊得知后忧惧不已，力谏纣王改变淫暴统治：“上天已经放弃我们商朝的天命了，从人的观察和龟策的占卜来看，没有吉兆，非先王不帮助我们后人，实在是大王淫虐而自绝於天，所以上天放弃了我们。如今我们的民众都想让你灭亡，说：‘上天为什么不降威，更换国君，天命为什么呼不到来？’现在大王打算怎么办？”纣王不听，说：“我不是生来就有天命的吗？”祖伊知纣王不可再谏，叹商朝将亡。